# Ecología del suelo

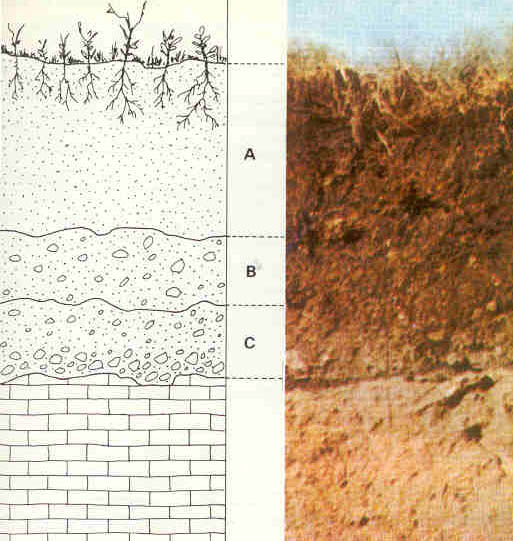
Perfil de suelo vertical característico de una tierra roja del mediterráneo.

La ecología del suelo persigue el estudio de las relaciones recíprocas entre los organismos vivos y sus ambientes bajo condiciones naturales. Se ocupa particularmente del ciclo de nutrientes, la formación y estabilización de la estructura de los poros, la propagación y vitalidad de patógenos y la biodiversidad de esta rica comunidad biológica.

## Visión general
El suelo está constituido por una serie de variables físicas, químicas, y biológicas, con muchas interacciones entre ellas.  El suelo es una mezcla variable de minerales rotos y degradados y materia orgánica en descomposición.  Junto con las cantidades apropiadas de aire y agua, suministra, en parte, sustento para plantas así como soporte mecánico.
La diversidad y la abundancia de vida del suelo supera a cualquier otro ecosistema. El establecimiento de plantas, competitividad, y el crecimiento está gobernado en gran parte por la ecología bajo tierra, así que entendiendo este sistema es un componente esencial de ciencias de planta y ecología terrestre.

## Características del ecosistema
- La humedad es un factor limitante importante en la tierra. Los organismos terrestres se enfrentan constantemente al problema de la deshidratación . La transpiración o evaporación del agua de las superficies de las plantas es un proceso de disipación de energía exclusivo del entorno terrestre.
- Las variaciones de temperatura y los extremos son más pronunciados en el aire que en el medio acuático.
- Por otro lado, la rápida circulación de aire en todo el mundo da como resultado una mezcla fácil y un contenido notablemente constante de oxígeno y dióxido de carbono.
- Aunque el suelo ofrece un soporte sólido, el aire no. Han evolucionado esqueletos fuertes tanto en plantas terrestres como en animales y también se han desarrollado medios especiales de locomoción en estos últimos.
- La tierra, a diferencia del océano, no es continua; existen importantes barreras geográficas a la libre circulación.
- La naturaleza del sustrato, aunque importante en el agua, es especialmente vital en el medio terrestre. El suelo, no el aire, es la fuente de nutrientes muy variables; es un subsistema ecológico altamente desarrollado.

## Red alimentaria del suelo
Una increíble diversidad de organismos conforma la red alimentaria del suelo. Varían en tamaño desde los unicelulares más pequeños bacterias, algas, hongos, y protozoos, a los más complejos nematodos y micro artrópodos, a lo visible lombrices de tierra, insectos, pequeños vertebrados y plantas . A medida que estos organismos comen, crecen y se mueven por el suelo, hacen posible tener agua limpia, aire limpio, plantas saludables y un flujo de agua moderado.
Hay muchas formas en que la red alimentaria del suelo es una parte integral de los procesos del paisaje. Los organismos del suelo descomponen los compuestos orgánicos, incluido el estiércol, los residuos de plantas y los pesticidas, evitando que entren en el agua y se conviertan en contaminantes. Secuestran nitrógeno y otros nutrientes que de otro modo podrían ingresar al agua subterránea y fijan el nitrógeno de la atmósfera, poniéndolo a disposición de las plantas. Muchos organismos mejoran la agregación y la porosidad del suelo, aumentando así la infiltración y reduciendo la escorrentía superficial. Los organismos del suelo se alimentan de las plagas de los cultivos y son alimento para los animales de la superficie.

## Investigación
Los intereses de la investigación abarcan muchos aspectos de la ecología y microbiología del suelo. Fundamentalmente, los investigadores están interesados en comprender la interacción entre los microorganismos, la fauna y las plantas, los procesos biogeoquímicos que llevan a cabo y el entorno físico en el que tienen lugar sus actividades, y aplicar este conocimiento para abordar los problemas ambientales.
Ejemplos de proyectos de investigación son examinar la biogeoquímica y la ecología microbiana de los suelos de los campos de drenaje séptico utilizados para tratar las aguas residuales domésticas, el papel de las lombrices de tierra anécicas en el control del movimiento del agua y el ciclo del nitrógeno en los suelos agrícolas y la evaluación de la calidad del suelo en la producción de césped.
De particular interés a a 2006 es comprender los roles y funciones de los hongos micorrízicos arbusculares en los ecosistemas naturales. El efecto de las condiciones antrópicas del suelo sobre los hongos micorrízicos arbusculares y la producción de glomalina por los hongos micorrízicos arbusculares son de particular interés debido a su papel en el secuestro de dióxido de carbono atmosférico.